# Nvidia SLI

Логотип NVIDIA SLI

Старый логотип NVIDIA SLI

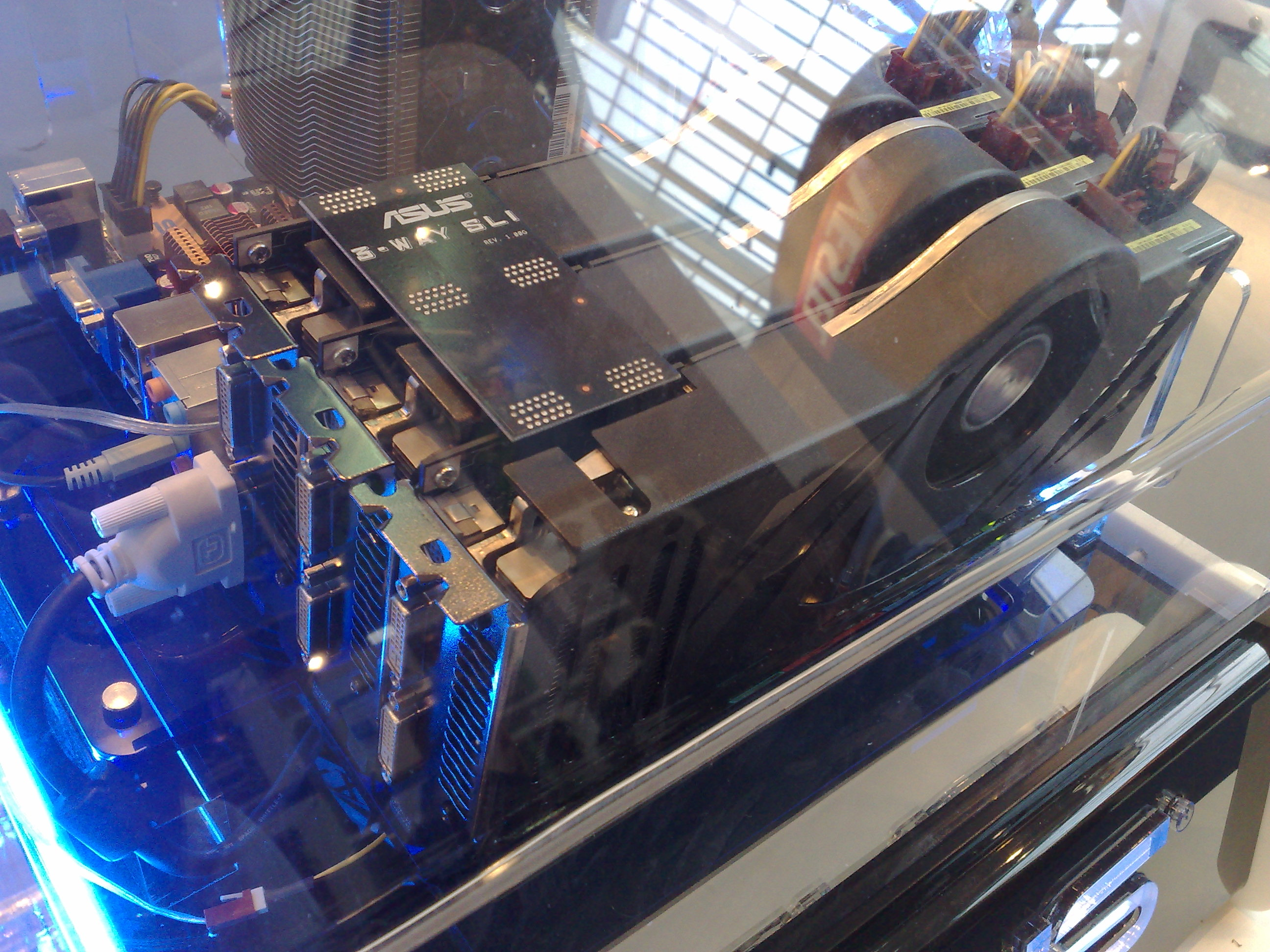
3 видеокарты NVIDIA, соединённые по технологии 3-Way SLI

Nvidia SLI (англ. scalable link interface, рус. масштабируемый интерфейс связи) — технология корпорации Nvidia, позволяющая использовать мощности нескольких видеокарт для обработки трёхмерных изображений.

## История
В 1998 году компания 3dfx представила графический процессор Voodoo2, среди прочих нововведений которого была технология SLI (англ. Scan Line Interleave — чередование строчек), которая предполагала совместную работу двух чипов Voodoo2 над формированием изображения. С технологией SLI могли работать даже карты различных производителей, а также карты с разным объёмом памяти. SLI-система позволяла работать с разрешением 1024×768, что в то время казалось невозможным. Недостатками SLI от 3dfx были высокая цена (600 $) и большое тепловыделение, к тому же наблюдались проблемы чересстрочной синхронизации результирующего изображения. Однако вскоре видеокарты перешли с шины PCI на более современный AGP-порт. Так как на материнских платах этот порт был только один, то выпуск видеокарт с поддержкой SLI на время прекратился.
В 2000 году с выпуском нового чипа VSA-100 3dfx удалось реализовать SLI на AGP, но на этот раз в рамках одной платы, на которой размещались два или четыре таких чипа. Однако платы на базе SLI-системы обладали большим энергопотреблением и выходили из строя из-за проблем с электропитанием. На весь мир плат Voodoo5 6000 было продано около 200 штук, причём действительно рабочими из них оказались лишь 100.
В 2001 году Nvidia поглотила 3dfx за 110 млн $. С введением спецификации PCI-E становится вновь возможным использование нескольких графических карт для обработки изображения. В 2004 году, с выходом первых решений на базе новой шины PCI Express, Nvidia объявила о поддержке в своих продуктах технологии мультичиповой обработки данных SLI, которая расшифровывается уже по-другому — Scalable Link Interface (масштабируемый интерфейс).
Дальнейшим развитием технологии стал выход в 2006 году технологии Quad SLI, позволяющей объединить пару двухчиповых видеокарт (тогда для GeForce 7900GX2). А в конце 2007 года введена в эксплуатацию технология 3-Way SLI, позволяющая объединять в связке 3 видеокарты Nvidia.
С осени 2018 года на смену SLI пришла технология NVLink Bridge на базе NVLink. Она обеспечивает большие скорости и позволяет соединять только 2 карты. Применяется начиная с серии GeForce 20 RTX (реализована для 2070 Super, 2080, 2080 Ti).
Следующее поколение GeForce 30 серии поддерживает NVLink исключительно для старших версий 3090

## Принципы построения и работы
Для построения компьютера на основе SLI необходимо иметь:
1. материнскую плату с двумя и более разъёмами PCI Express x16, поддерживающую технологию SLI;
2. качественный блок питания мощностью минимум 550 ватт (рекомендуются блоки SLI-Ready);
3. видеокарты GeForce 6/7/8/9/10, GT(S/X)200/300/400/500/600/700/800/900/1000/2000 или Quadro FX с шиной PCI Express;
4. мост, объединяющий видеокарты.

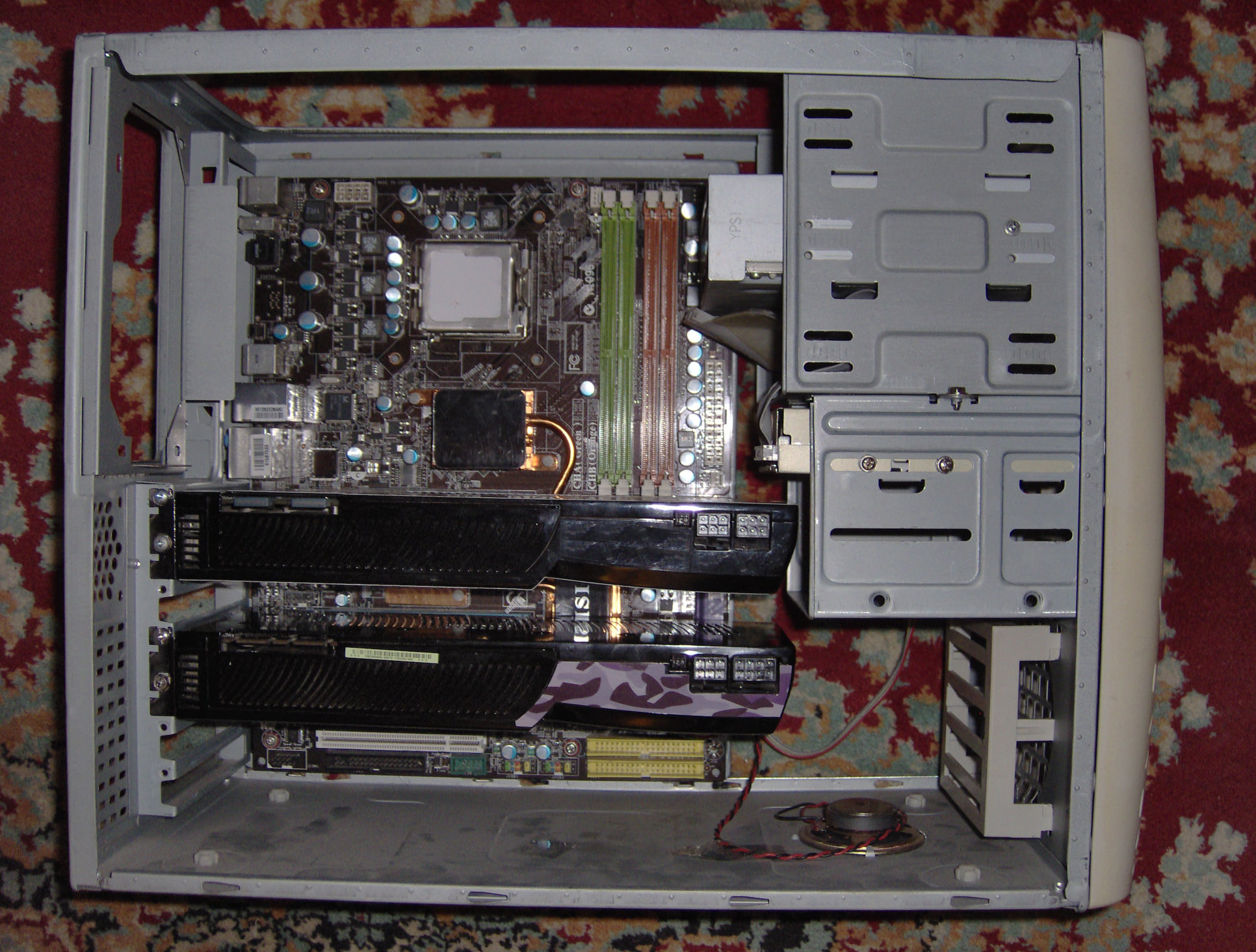
Процесс сборки компьютера в 2009 году с двумя gtx280,с использованием технологии Nvidia SLI

Поддержка чипсетов для работы с SLI осуществляется на программно-аппаратном уровне. Видеокарты должны иметь одинаковый видеопроцессор, при этом их производитель, модель, частота ядра, частота видеопамяти, объём видеопамяти и версия VBIOS плат значения не имеют.
SLI-систему можно организовать с помощью специального мостика SLI.
Получила распространение система Quad SLI. Она предполагает объединение в SLI-систему двух двухчиповых плат (GeForce 7950GX2, GeForce 9800GX2, GeForce GTX295 или GeForce GTX 590) или четырёх одночиповых (в данном случае она именуется 4-Way SLI). Таким образом, получается, что в построении изображения участвуют 4 чипа.
Используемая память.
Многие производители «двойных» видеокарт предпочитают писать суммарный объём локальной памяти (например, EVGA или Palit). На самом же деле такие видеоадаптеры, фактически являясь SLI-картами, могут использовать только собственную, установленную на печатной плате, память. То есть в построении изображения, например, видеокарта GeForce GTX295 сможет использовать только 896 Мб памяти. Каждый её чип имеет в своём распоряжении только половину от заявленной производителем.

## Алгоритмы построения изображений

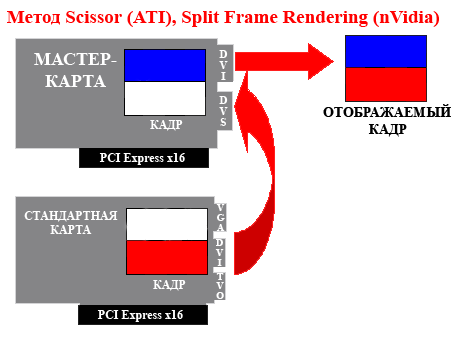
Схема алгоритма Split Frame Rendering

### Split Frame Rendering
Изображение разбивается на несколько частей, количество которых соответствует количеству видеокарт в связке. Каждая часть изображения обрабатывается одной видеокартой полностью, включая геометрическую и пиксельную составляющие.
Аналог в CrossFire — алгоритм Scissor.

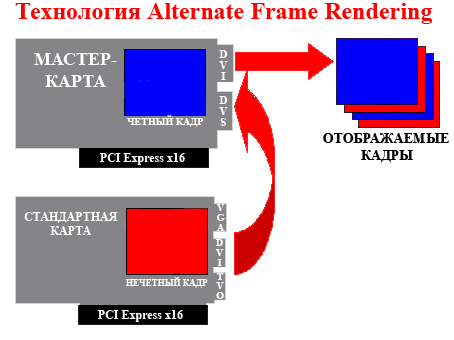
Схема алгоритма Alternate Frame Rendering

### Alternate Frame Rendering
Обработка кадров происходит поочерёдно: одна видеокарта обрабатывает только чётные кадры, а вторая — только нечётные. Однако у этого алгоритма есть недостаток. Дело в том, что один кадр может быть простым, а другой сложным для обработки (но по такой логике простой и сложный кадр будет давать «фриз» и на одиночной видеокарте).
Этот алгоритм запатентован ATI во время выпуска двухчиповой видеокарты.

### SLI AA
Данный алгоритм нацелен на повышение качества изображения. Одна и та же картинка генерируется на всех видеокартах с разными шаблонами сглаживания. Видеокарта производит сглаживание кадра с некоторым шагом относительно изображения другой видеокарты. Затем полученные изображения смешиваются и выводятся. Таким образом достигаются максимальные чёткость и детализованность изображения. Доступны следующие режимы сглаживания: 8x, 10x, 12x, 14x, 16x и 32x.
Аналог в ATI CrossFireX — SuperAA.